# 자유의지

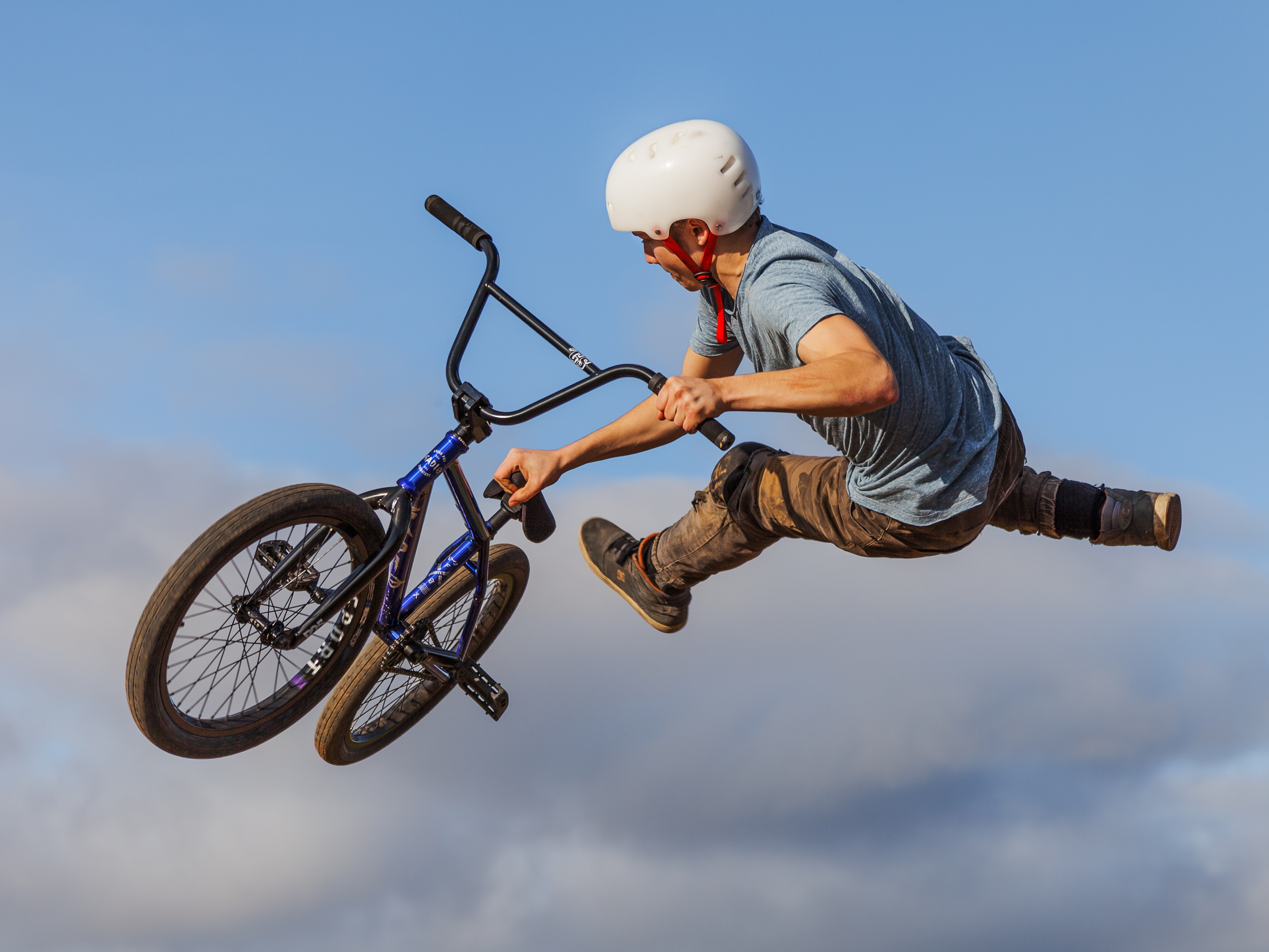
더트 점프(dirt jump)를 수행 중인 바이커. 일부 해석에 따르면 이 행동은 자유의지의 결과이다.

자유의지(自由意志, 영어: free will)는 자신의 행동과 결정을 스스로 조절·통제하는 힘과 능력이다. 인간이 자유의지를 전적으로 가지는지, 부분적으로 가지는지, 갖지 못하는지에 대해 아직도 논란이다. 자유의지 문제는 인과 관계에서 인간 자유와 자연 법칙의 비중을 얼마로 봐야 하는지에 있다.
서양 철학은 자유의지와 관련해 크게 양립가능론(compatibilism), 양립불가론(incompatibilism)으로 나눈다. 양립가능론은 기본적으로 자유의지와 결정론이 동시에 성립한다는 입장이고, 양립불가론은 자유의지와 결정론 중에 어느 한 가지만이 성립한다는 입장이다. 양립불가론을 세부적으로 결정론(determinism)과 비결정론(indeterminism)으로 나눈다. 양립불가론 결정론자는 이 세계는 애초에 모든 것이 결정됐고, 인간에게 자유선택의 여지는 없다고 주장한다.
자유의지 문제는 종교와 윤리, 과학의 함의를 품는다. 예를 들면, 종교 영역에서 하는 자유의지 주장은 전지전능한 신조차 인간에게 영향력을 행사하지 못한다는 의미다. 윤리 영역에서 자유의지는 행위에 책임을 지는 근거이다. 과학 영역에서 자유의지 인정은 물리적 인과 관계가 인간의 행위와 정신을 완전히 결정하지 못한다는 의미다.

## 서양 철학에서의 논의

### 결정론
결정론에도 다양한 종류가 있다.
인과적 결정론(causal determinism)은 미래를 과거부터 현재까지 사건들과 자연 법칙으로 결정한다는 입장이다. '라플라스의 악마'라고 부르는 사고실험이 이것에 해당한다. 라플라스는 현재까지 모든 사건과 자연 법칙을 다 아는 존재를 상상했다. 이것이 라플라스의 악마이다. 이 악마는 미래를 정확히 예견한다.
논리적 결정론(logical determinism)은 과거, 현재, 미래의 모든 명제를 결국 참, 거짓으로 결정한다는 주장이다. 미래에 일어날 행위의 참과 거짓을 현재에 결정한다고 가정할 때, 어떤 행위를 선택해야 하는지는 절대로 자유롭지 않다.
신학적 결정론은 신이 인간의 행위를 결정한다는 주장이다.
생물학적 결정론은 행위, 신념, 욕구를 유전자로 이미 정했다는 주장이다.
이런 결정론들은 서로 결합하기도 한다. 예를 들어 인간이 유전자와 주위 환경에 영향을 받는다는 결정론 등이 있다.

### 양립가능론
양립가능론은 결정론과 자유의지가 함께 성립한다는 주장이다.
토마스 홉스와 같은 고전적 양립가능론자가 주로 사용한 논증 방법은 인간의 의지와 자유로운 행위를 분리하는 방법이다. 이것은 인간이 의지가 있을 때만 자유롭게 행위를 한다는 주장이다. 하지만 홉스는 자유의 원인을 추상적 관념인 의지가 아니라 인간 자체에서 찾았다. 그는 "자유는 의지, 욕구에서 추론하지 못한다. 자유는 자신이 바라는 행위를 끊임없이 하는 곳에서 찾는다."라고 했다. 홉스의 이 말에 대해 데이비드 흄은 "이러한 자유를 죄수와 같은 사람을 제외하고 누구든지 누릴 수 있다."라고 했다.
양립가능론자가 주로 드는 사례는 범죄 피해자의 경우이다. 살인과 강간, 절도 등 범죄 피해자는 그 사건으로 자유의지를 박탈당한다. 이것은 범죄 때문이 아니라, 가해자 의지가 피해자 의지를 짓밟았기 때문이다. 즉, 자유의지를 억압하는 경우는 다른 사람의 자유의지가 끼친 영향이다. 이런 점에서 양립가능론자에게 결정론 인정 여부는 중요하지 않다. 이들에게 개인의 선택이 본인의 의지를 따랐는지, 타인의 의지를 따랐는지를 파악하는 과정이 의미있다.
윌리엄 제임스의 시각은 특이하다. 그는 윤리적으로 자유의지가 필요하다고 인정하지만, 자유의지를 지지하는 과학적 근거는 없다고 주장한다. 하지만 그에 따르면 비결정론이나 자유의지가 어떤 행위의 도덕적 책임을 묻지 못하는 전제 조건이 아니다. 그는 "최대 다수의 최대 행복이라는 원칙이 사회적 보상과 처벌의 근거가 된다"라고 했다. 그렇다고 그가 결정론을 받아들이지는 않았다. 그는 비결정론이 '구원의 독트린'으로서 중요하다고 보았다. 비결정론에 의하면, 세상이 아무리 암울하더라도 개인의 행위를 통해 세상을 개선할 수 있기 때문이다. 그는 결정론이 사회개량론(meliorism)의 토대를 침식시킨다고 주장했다.
해리 프랑크푸르트와 대니얼 데닛 같은 양립가능론자들은 억압된 사람도 여전히 자유로운 선택이 가능하다고 주장했다. 그 근거로 피억압자의 의도와 욕구가 억압과 동시에 존재하는 점을 들었다.
프랑크푸르트는 계층적 그물 이론을 주장했다. 이 이론에 의하면 개인은 모순적인 일차적 욕구를 가지고, 일차적 욕구들을 향한 이차적 욕구를 가진다. 모순적인 일차적 욕구들 중에 행동으로 옮기는 과정을 이차적 욕구가 선택한다. 의지는 곧 행동으로 옮긴 이차적 욕구이다.
예를 들면, '아무 생각 없는 약물중독자 집단', '본의 아닌 약물중독자 집단', '자발적 약물중독자 집단'은 모두 약물을 사용하려는 일차적 욕구와 사용하지 않으려는 일차적 욕구를 갖는다. 첫 번째 집단은 약물을 중단하거나 계속하고자 하는 이차적 욕구가 없다. 두 번째 집단은 약물을 끊으려는 이차적 욕구를 가진다. 세 번째 집단은 약물을 사용하려는 이차적 욕구를 가진다. 프랑크푸르트에 의하면, 첫 번째 집단은 의지를 상실했으므로 더 이상 사람이 아니다. 두 번째 집단은 약물을 중단하려는 이차적 욕구를 가지므로 약물 중단 의지가 있지만, 중독증이 의지를 압도하기도 한다. 세 번째 집단은 약물중독증이 있기는 하겠지만 자기 의지로 약물을 사용한다.
계층적 그물 이론에서 삼차적 욕구, 사차적 욕구 등, 욕구의 수준은 다양하게 정할 수 있다. 비평가들은 일차적 수준과 같은 앞선 수준에서 모순적인 욕구들이 있다고 판단할 근거가 충분치 않다고 지적하며, 앞의 예를 비판했다. 어떤 이들은 프랑크푸르트가 다양한 수준의 욕구가 어떻게 공존하는지에 대해 적절히 설명하지 않았다고 주장한다.
데닛에 따르면, 모든 것이 자연 법칙의 지배를 받는다고 해도, 인간이 신이나 라플라스의 악마 같은 존재가 아닌 이상, 자연계의 혼돈 현상과 인간 지식의 한계로 인해, 인간 같은 유한한 존재는 미래가 결정되었는지 판단하지 못하고, 미래가 결정되었다고 해도 미래를 알지 못한다. 이런 상황에서 인간은 단지 예상만 할 뿐이다. 어떤 행위를 하기로 했지만, 예상하는 결과가 부정적이면, 다르게 행위하는 것처럼, 예상은 미래에 무엇을 할지에 영향을 주는 전제이다.
여기에서 데닛은 개인은 타인의 예상과 다르게 행동할 능력을 가지므로, 자유의지가 존재다고 주장한다. 양립불가론적 결정론자들은 인간은 단지 일정한 규칙에 따라 주위 환경의 자극에 반응하는 오토마타일 뿐이라고도 생각했다.

#### 직관에 의한 논증
강한 결정론이 전통적으로 사용하는 증명 방법은 '직관 펌프'(intuition pump; 직관으로 결과를 도출하는 사고 실험)에 기반을 둔다. 어떤 행동을 할지 결정한다고 하더라도 외부에서 보기에는 인간의 행동과 꼭두각시의 행동이 비슷해 보인다. 꼭두각시는 자유의지가 없다. 따라서 인간도 자유의지가 없을 것이다. 이러한 주장은 대니얼 데닛과 같은 양립가능론자가 다음과 같이 비판했다. 인간과 꼭두각시가 외부에서 보기에 공통점을 갖는다고 해도, 둘이 모든 면에서 같다고 단정하지 못한다.

#### 자기 원인을 이용한 논증
강한 결정론의 다른 증명 방법으로 '인과 사슬'(causal chain)이 있다. 여기에서 자유의지를 어떤 행동의 최초 원인으로 정의한다. 자유의지를 가졌다는 것은 곧 자기 자신이 원인이 되는 존재(causa sui)가 되었다는 뜻이다. 하지만 사람은 어느 행동을 할 때, 다른 사건이나 사실에 이유를 둔다. 사람은 자기 행동의 궁극적 원인(causa sui)이 아니다. 따라서 사람은 자유의지가 없다. 이 증명 방법도 비판을 받았다.

#### 결과 논증
칼 지넷(Carl Ginet)은 1960년대에 '결과 논증'(consequence argument)이라는 증명 방법을 발표했다. 이것은 문학계 관심을 끌었다. 그의 주장은 다음과 같다. 우리는 지금까지 모든 사건들을 통제하지 못하고, 자연 법칙을 지배하지도 못한다. 따라서 우리는 결과를 통제하지 못한다. 우리의 선택과 행동이 바로 현재까지 사건과 자연 법칙의 결과이다. 그러므로 우리는 자유의지가 없다.

### 자유의지
강한 자유의지는 주어진 환경 아래에서 개인이 하는 행동이 하나 이상이라는 점을 들어 자유의지의 존재를 인정한다. 결정론은 가능한 미래를 단 하나로 설정하기 때문에, 자유의지와 양립하지 못한다. 이 주장에 따르면 결정론은 부정된다. 자유의지론의 설명 방식에는 초자연적 설명과 자연주의적 설명이 있다.

#### 초자연적 설명
자유의지론의 초자연적 설명 방식은 비물질적인 마음이나 정신이 물질적인 인과 관계에 우선한다고 주장한다. 그 근거로 신체 운동을 일으키는 뇌의 물질적 작용을 자연 과학만으로 설명하지 못하는 사례를 든다. 이러한 접근 방식은 신체와 정신을 각각 다른 것으로 보는 이원론과 연결된다.

#### 자연주의적 설명
자유의지론의 자연주의적 설명 방식 중에는 범심론(panpsychism)을 이용한 것이 있다. 범심론은 만물에 마음이 있다는 주장인데, 범심론에 따라서 인간도 마음을 갖는다.
자연주의적 설명 방식 중에는 자유의지가 우주의 근원적 구성물이라고 증명할 필요가 없다는 주장도 있다. 이 주장에 의하면, 자유의지의 전제인 '엘보우 룸'(elbow room, 자유로운 활동 범위)은 일상 생활에서 발견하는 우연성만으로 증명 가능하다.

## 자유의지와 책임과 관계
일반적으로 개인에게 자신의 행위에 책임을 지도록 요구한다. 책임을 져야 하는 이유로 흔히 자유의지를 거론한다. 따라서 자유의지 논쟁은 곧 책임의 소재가 어디에 있는지를 찾는 논쟁으로 이어진다. 
자유의지를 완전히 부정하는 양립불가론적 결정론은 대체로 개인에게 책임을 묻지 못한다는 견해이다. 양립불가론적 결정론에 따르면 모든 행위는 개인의 의사를 떠나 이미 처음부터 결정되었다. 미국의 유명한 변호사인 클래런스 대로우(Clarence Darrow)는 레오폴드(Leopold)와 뢰브(Loeb) 사건(대학생 두 명이 14세 소년을 살해한 사건)의 재판에서 피고의 변호사로서 양립불가론적 결정론 등을 원용하며 피고가 사형 대신 종신형을 받도록 했다.
자유의지 존재를 지지하는 사람들은 개인에 책임을 물어야 한다는 입장이다. 대니얼 데닛은 개인이 자신의 행동에 대한 책임을 지는지의 여부를 논하는 이유에 의문을 제기하면서, 책임에 대한 결정론의 입장은 순전히 형이상학적 열망에 불과하다고 생각했다. 장 폴 사르트르는 사람들이 결정론 뒤에 숨어서 책임을 면하려 한다고 다음처럼 주장했다. "자유에 부담을 느낄 때, 또는 변명이 필요할 때, 우리는 항상 결정론으로 대피할 준비를 갖춘다."

## 같이 보기
- 자주성
- 주체성